# ポロンスカヤ (小惑星)
ポロンスカヤ（2006 Polonskaya）は、小惑星帯の小惑星。ニコライ・チェルヌイフがクリミア天体物理天文台で発見した。